# ماهر ماهر
ماهر ماهر هو ممثل مصري شارك في العديد من الأعمال السينمائية والتليفزيونية.

## مسيرته الفنية
كانت بداية مسيرة ماهر ماهر الفنية في عام 2006 عندما شارك بالتمثيل في فيلم ظاظا للمخرج علي عبد الخالق لتتوالى بعد ذلك مُشاركاته في أعمال فنية عديدة في السينما والدراما التليفزيونية كان من أبرزها دوره في فيلم المصلحة، وأدواره في مسلسل الرجل العناب، وفي مسلسل هبة رجل الغراب.

## أعماله

### الأفلام
- زجزاج: صدر في عام 2014، وقام فيه بدور ياسر.
- البرنسيسة: صدر في عام 2013، وقام فيه بدور جو القرني.
- المصلحة: صدر في عام 2012، وقام فيه بدور محمد.
- رد فعل: صدر في عام 2012، وقام فيه بدور الضابط.[2]
- ركلام: صدر في عام 2012.
- بدون عنوان: صدر في عام 2009، وقام فيه بدور حسام.
- إحنا اتقابلنا فين قبل كدا: صدر في عام 2008، وقام فيه بدور أشرف.
- شباب في الممنوع: صدر في عام 2007.
- ظاظا: صدر في عام 2006.

### المسلسلات
- الدولي: صدر في عام 2018.
- شطرنج: صدر في عام 2015، وقام فيه بدور النقيب شريف.
- هبة رجل الغراب: صدر في عام 2014، وقام فيه بدور معتز النشار.[3]
- الرجل العناب: صدر في عام 2013، وقام فيه بدور الضابط مدحت.[4]
- الطيارة الشقية: صدر في عام 2011.
- المواطن إكس: صدر في عام 2011، وقام فيه بدور مودي.[5]
- خط أحمر: صدر في عام 2010.
- ملكة في المنفى: صدر في عام 2010.
- أنا قلبي دليلي: صدر في عام 2011، وقام فيه بدور إحسان عبد القدوس.
- ليالي الحب: صدر في عام 2009.
- شريف ونص: صدر في عام 2008، وقام فيه بدور مغاوري.
- قمر 14: صدر في عام 2008.
- كلمة حق: صدر في عام 2008.
- غريب الدار: صدر في عام 2007.
- أسلحة دمار شامل: صدر في عام 2006.
- عفريت القرش: صدر في عام 2006.

## روابط خارجية
- صفحة الممثل على موقع السينما دوت كوم